# تل چغا
تل چغا مربوط به دوران پیش از تاریخ ایران باستان است و در شهرستان بیضا، بخش بیضاء، روستای کوشک محمدآباد واقع شده و این اثر در تاریخ ۱۲ بهمن ۱۳۸۱ با شمارهٔ ثبت ۷۱۸۵ به‌عنوان یکی از آثار ملی ایران به ثبت رسیده است.